# Hajrudin Krvavac
Hajrudin "Šiba" Krvavac (22 de desembre de 1926 - 11 de juliol de 1992) va ser un director de cinema bosnià més notable per dirigir pel·lícules del cinema de partisans durant les dècades de 1960 i 70.
El seu do per a la narració precisa era visible en els seus primers documentals i es convertiria en un element bàsic dels seus llargmetratges més tard. A partir del seu debut com a director, el segment Otac (Pare) de la pel·lícula d'antologia Vrtlog (Vortex, 1964), tots els seus llargmetratges són pel·lícules d'acció ambientades a la Segona Guerra Mundial. La seva narració deu molt als còmicss i pel·lícules d'acció estatunidenques, especialment els western, amb una combinació imaginativa d'acció i emocions, drama personal i tragèdia èpica, heroisme idealitzat i proves psicològiques., de vegades amb una dosi d'humor. A causa de l'estil de les seves pel·lícules, Krvavac va ser de vegades comparat amb Howard Hawks.

## Primers anys i carrera professional
Hajrudin Krvavac va néixer al barri de Mojtaš de Sarajevo, Bòsnia i Hercegovina el 22 de desembre de 1926. Els seus pares, tots dos originaris de Gacko, eren musulmans bosnians. Krvavac tenia un germà Sabahudin.
Quan era adolescent a Sarajevo, Krvavac va assistir a la resistència partisana als afores de la ciutat que com la resta de Bòsnia havia estat ocupada des de l'abril de 1941 pel recentment creat estat titella nazi Estat independent de Croàcia: el jove hauria fet excursions fora de la ciutat en quatre ocasions diferents per tal de participar en accions organitzades pel líder de la resistència local Valter Perić.
Quan va acabar la Segona Guerra Mundial i es va establir la República Popular Federal de Iugoslàvia, Krvavac es va traslladar a Belgrad per a estudis universitaris (viša škola), matriculant-se en un programa de diplomàcia i periodisme. En tornar a Sarajevo, a proposta del seu amic Eli Finci, Krvavac va decidir dedicar-se a la direcció cinematogràfica tot i no tenir cap formació formal.
A principis de la dècada de 1950 va ser empresonat per les autoritats iugoslaves a Goli otok, una presó política per a comunistes iugoslaus de tendència a la Soviètica després de la ruptura Tito-Stalin i el posterior període Informbiro.

### Cinema partisà
Hajrudin Krvavac va ser un dels principals directors de cinema del gènere partisà durant les dècades de 1960 i 1970. Krvavac és més conegut per la seva trilogia de cinema partisà, que va exemplificar la idea del govern comunista de "fraternitat i unitat" (bratstvo i jedinstvo). La trilogia representava la lluita partidista iugoslava contra les forces feixistes nazis durant la Segona Guerra Mundial. Les tres pel·lícules de la trilogia de Krvavac foren: Diverzanti ("L’esquadró de demolició"), 1967; Most ("El pont"), 1969; i la seva obra mestre, Valter brani Sarajevo ("Walter defensa Sarajevo"), 1972.:109
Tanmateix, Krvavac era més conegut per incorporar elements del cinema occidental estatunidenc a les seves pel·lícules partisanes. Per exemple, Most de Krvavac s'ha comparat amb clàssics occidentals com Els dotze del patíbul i El pont del riu Kwai.:145 La trilogia de Krvavac va ser dissenyada per "relaxar i influir en la ment" del públic. com aspiraven a fer moltes pel·lícules americanes durant el mateix període.:145 A més, molts analistes cinematogràfics han comparat el personatge principal de Walter defensa Sarajevo amb el de James Bond, on en escenes, Walter salta de tren en tren i eludeix la captura nazi.:112 El més important, les pel·lícules de Krvavac van ser creades per ser adequades per al públic de totes les edats, per tal de mostrar la unitat partisana a tota Iugoslàvia.:145 Aquesta universalitat que va utilitzar Krvavac va ser especialment evident quan va guanyar el "Premi del públic" al Festival de Cinema de Pula de 1967 per la seva pel·lícula, Diverzanti.:146
Hajrudin Krvavac va ser influent a l'hora de crear el subgènere únic de la pel·lícula partisana, "Red Western" (crveni vestern). El gènere “Red Western” contenia moltes grans obres mestres, com ara Bitka na Neretva, de Veljko Bulajić, que va ser nominada a l'Oscar a la millor pel·lícula en llengua estrangera el 1969. L'obra d'Hajrudin Krvavac va influir en moltes altres directors iugoslaus de l'època, i junts van ajudar a crear algunes de les millors obres del cinema sorgides dels antics estats iugoslaus.

## Filmografia seleccionada
- Vrtlog (1964)
- Diverzanti (1967)
- Most (1969)
- Valter brani Sarajevo (1972)
- Partizanska eskadrila (1979)

## Mort
Krvavac va morir el juliol de 1992 durant els primers mesos del setge de Sarajevo. Quan va començar la Guerra de Bòsnia, va rebre l’oferta de portar-lo de Sarajevo a Sèrbia per part dels actors serbis Bata Živojinović i Ljubiša Samardžić, però ell va refusar, i finalment va sucumbir a una malaltia cardíaca durant el setge de Sarajevo. No obstant això, Krvavac va viure el temps suficient per veure la gent de Sarajevo el 1992 cantar: "Som Valter!" en protesta pel conflicte. A Valter defensa Sarajevo, l'oficial alemany que intenta capturar Walter conclou que Walter no és només un individu, sinó un front únic que era tota la ciutat de Sarajevo.:125